# Lamentation du Christ (van der Weyden)
La Lamentation du Christ ou Déploration du Christ, également Mise au tombeau (en italien : Deposizione di Cristo nel sepolcro) est une peinture à l'huile sur panneau du primitif flamand Rogier van der Weyden, datant d'environ 1460-1463 et conservée à la Galerie des Offices, à Florence.

## Histoire

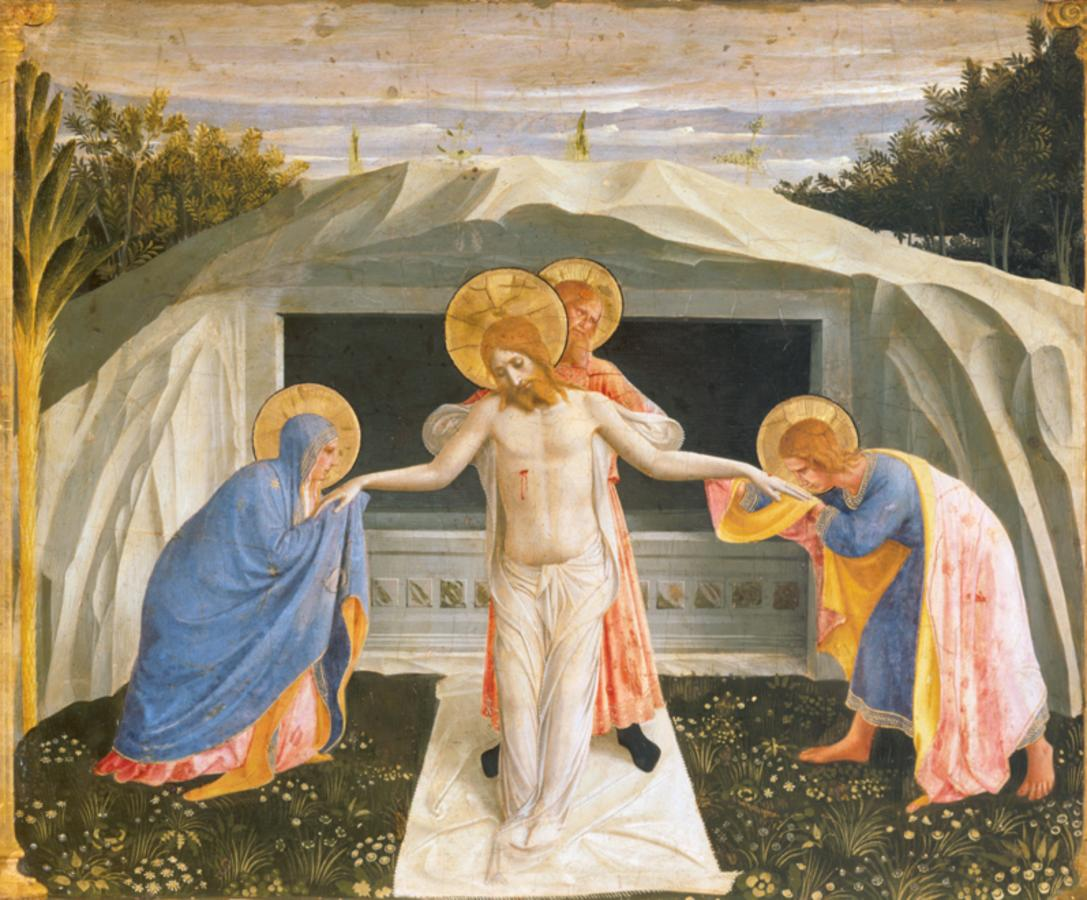
La Pietà de Fra Angelico

Le sujet, populaire à l'époque, est la Déploration du Christ, épisode situé après la descente de croix et avant la mise au tombeau. L'œuvre est peut-être le « retable [avec] le sépulcre de Notre-Seigneur [...] et cinq autres figures » qui figure dans l'inventaire fait en 1492 à la mort de Laurent de Médicis, et qui décorait sa villa de Careggi dès 1482. Le panneau était donc l'une des œuvres commandées par les Médicis à van der Weyden, dont la Madone des Médicis (maintenant au musée Städel de Francfort), qui a également été affectée au voyage de l'artiste en Italie en 1450. Une autre hypothèse est que le panneau faisait partie d'un triptyque perdu peint pour Lionello d'Este de Ferrare et mentionné en 1449, ou qu'il s'agissait du tableau décrit par Giorgio Vasari comme étant de Hans Memling.
Le panneau adopte le même schéma que celui de la Pietà de Fra Angelico pour la prédelle du retable de Saint-Marc (1438-1443), aujourd'hui à l'Alte Pinakothek de Munich, confirmant que l'artiste flamand a visité Florence lors de son pèlerinage en Italie de 1449-1450, comme mentionné dans De viribus illustribus de Bartolomeo Facio (vers 1456). L'œuvre fit ensuite partie des collections du cardinal Charles de Médicis et fut transférée à la Galerie des Offices en 1666. Filippo Baldinucci l'a décrite comme une œuvre d'Albrecht Dürer. En 1989, certains chercheurs l'attribuaient encore à Hans Memling, mais en 1992, une radiographie montrait le dessin sous-jacent, qui a clairement été exécuté par van der Weyden.

## Description
Le tableau a une forme rectangulaire et montre le Christ mis au tombeau avec Marie en pleurs et Jean l'évangéliste lui tenant les mains. Le corps est soutenu par Joseph d'Arimathie et Nicodème. Ce dernier est vêtu de vêtements raffinés  et regarde vers le spectateur, sa figure était autrefois considérée comme un autoportrait de l'artiste, aujourd'hui on sait qu'il représente Cosme l'Ancien. Une Marie Madeleine agenouillée est représentée au premier plan en bas.
La composition est similaire à la Pietà d'Angelico, mais la scène ici est plus complexe et plus encombrée, avec des lignes moins ordonnées géométriquement et des visages plus angoissés. L'utilisation de la peinture à l'huile permet également à van der Weyden d'obtenir des couleurs plus profondes et une lumière plus brillante. L’attention portée aux détails est également typique des primitifs flamands.